# Titus Calestrius Tiro Orbius Speratus
Titus Calestrius Tiro Orbius Speratus war ein im 2. Jahrhundert n. Chr. lebender römischer Politiker. Durch eine unvollständig erhaltene Inschrift in griechischer Sprache sind einzelne Stationen seiner Laufbahn bekannt. In einem Militärdiplom wird sein Name als Titus Calestrius Tiro angegeben.
Die Laufbahn von Tiro beginnt in der Inschrift mit dem Militärdienst als Tribunus laticlavius in der Legio VI Ferrata, die zu dieser Zeit in der Provinz Syria, vermutlich in Raphaneia, stationiert war. Im Anschluss wurde er, vermutlich zwischen 102 und 104, Quaestor in der Provinz Pontus et Bithynia. Danach war er als Legatus pro praetore, vermutlich zwischen 103 und 105, dem Statthalter in der Provinz Gallia Narbonensis zugeordnet. Nach Beendigung dieser Tätigkeit kehrte er nach Rom zurück, wo er Volkstribun (Tribunus plebis) sowie Praetor wurde.
Sein erstes Amt nach der Praetur war die Verwaltung von Straßen, der Via Valeria und Tiburtina sowie einer weiteren Straße, deren Name nicht erhalten ist. Danach war er Kommandeur (Legatus legionis) der Legio V Macedonica, die ihr Hauptlager in Troesmis in der Provinz Moesia inferior hatte.
Im Anschluss wurde er, vermutlich um 111/112, Statthalter (Proconsul) in der Provinz Achaea. Danach war er von 113/114 bis 115/116 (bzw. um 115/117) Statthalter (Legatus Augusti pro praetore) in der Provinz Cilicia, wo er durch eine weitere Inschrift in griechischer Sprache belegt ist. Durch ein Militärdiplom, das auf den 18. November 122 datiert ist, ist belegt, dass er 122 zusammen mit Gaius Trebius Maximus Suffektkonsul war.
Tiro war in der Tribus Pollia eingeschrieben. Er war der Vater von Titus Calestrius Tiro Iulius Maternus.